# Kamil Sokołowski
Kamil Sokołowski, pseud. Sokół (ur. 17 kwietnia 1986 w Częstochowie) – polski bokser, karateka, kick-bokser oraz zawodnik muay thai.

## Życiorys
Młodszy brat Bartosza Sokołowskiego (ur. 1983), utytułowanego kulturysty, mistrza świata w tym sporcie.
W 2001 zajął drugie miejsce w ogólnopolskim turnieju karate kyokushin w kategorii wagowej do 70 kg. W 2006 wywalczył dwa medale: złoto na Mistrzostwach Polski w Muay-Thai oraz srebro w Pucharze Polski w kick-boxingu (w formule low kick). Rok później został zwycięzcą Międzynarodowych Mistrzostw w K-1 Rules, rozegranych w Burgasie. Walczył w kategorii wagowej do 91 kg. Na Mistrzostwach Polski w Kick-boxingu w 2007 zdobył brązowy medal w formule low kick w kategorii do 91 kg. Mistrz Polski w K-1 w 2008 i 2009.
Mieszka w Wielkiej Brytanii, gdzie pracuje jako kierowca ciężarówki.